# Senato dell'Alaska
Il Senato dell'Alaska è la camera alta della legislatura dello stato federato dell'Alaska. Si riunisce al Campidoglio di Juneau, ed è titolare del potere legislativo e della conferma o del rigetto delle nomine del governatore per il gabinetto statale, le commissioni e presidenze.
Con solo venti membri, il Senato dell'Alaska è la più piccola camera legislativa degli Stati Uniti; i senatori vengono eletti ogni quattro anni ed ognuno di essi rappresenta distretti con popolazione all'incirca uguale, in media 35.512 persone. Non sono soggetti a limiti di mandati.
L’altra camera è la Camera dei rappresentanti dell'Alaska.

## Poteri e processo legislativo
Il Senato dell'Alaska condivide la responsabilità del potere legislativo nello stato dell'Alaska. Le leggi vengono sviluppate sulla base delle richieste e delle informazioni provenienti dagli sponsorizzanti; queste leggi vengono sottoposte a tre o quattro letture durante il processo legislativo, e dopo la prima lettura vengono assegnate ad un comitato. I comitati possono modificare le misure o impedire che le leggi arrivino ad una votazione nel Senato. Una volta che un comitato ha analizzato una legge, questa viene passata alla Camera del Senato per una seconda e terza lettura, che avvengono subito prima della votazione.
Una volta approvata dal Senato, la legge viene inviata alla Camera dei rappresentanti per essere votata. Se viene approvata senza emendamenti, viene inviata al governatore, mentre se viene modificata, il Senato può riconsiderare la legge emendata, oppure chiedere l'istituzione di una conferenza per lavorare sugli emendamenti. Una volta che una legge è stata approvata da entrambe le camere, viene inviata al governatore, che può firmarla oppure porre un veto. Se viene firmata, entra in vigore nella data effettiva prevista nella legge, mentre se viene posto un veto, il legislatore può annullarne l'effetto con una maggioranza dei due terzi (tre quarti se è una legge sugli stanziamenti).
Per le nomine governatoriali che richiedono la conferma del Parlamento, il Senato siede in seduta comune con la Camera e i due soggetti votano insieme sulla conferma, con ogni rappresentante e senatore che detiene un voto.

## Commissioni
Le attuali commissioni sono:
- Istruzione
- Giudiziario
- Risorse
- Affari di stato
- Trasporti
- Comitato sui Comitati
- Affari delle Comunità e regionali
- Commercio internazionale
- Energia
- Lavoro e Commercio
- Regole
- Salute e Servizi sociali
- Finanza
- Detenzione
- Tribunali
- Servizi Militari e dei Veterani
- Sviluppo del Lavoro
- Governatore
- Conservazione ambientale
- Sicurezza pubblica
- Commercio, Comunità e Sviluppo economico
- Risorse naturali
- Amministrazione
- Legge
- Pesce e Gioco
- Entrate
- Università dell'Alaska
- Legislatura